# Idaea rhopalopus
Idaea rhopalopus är en fjärilsart som beskrevs av Turner 1908. Idaea rhopalopus ingår i släktet Idaea och familjen mätare. Inga underarter finns listade i Catalogue of Life.